# Gáspár Gabriella (kézilabdázó)
Gáspár Gabriella (Veszprém, 1979. május 19. –) kézilabdajátékos, irányító.